# Marshall (Alasca)
Marshall é uma cidade localizada no estado americano de Alasca, no Distrito de Wade Hampton.

## Demografia
Segundo o censo americano de 2000, a sua população era de 349 habitantes.
Em 2006, foi estimada uma população de 376, um aumento de 27 (7.7%).

## Geografia
De acordo com o United States Census Bureau, a localidade tem uma área de 12,2 km², sem área coberta por água.

## Localidades na vizinhança
O diagrama seguinte representa as localidades num raio de 68 km ao redor de Marshall.